# Bienvenue au club (film, 1991)
Pour les articles homonymes, voir Bienvenue au club.
Pour plus de détails, voir Fiche technique et Distribution.
Bienvenue au club (titre original : Queens Logic) est un film américain réalisé par Steve Rash , sorti en 1991.

## Synopsis
Les amis d'enfance Al, Dennis et Eliot se retrouvent pour le mariage de Ray.

## Distribution
- Kevin Bacon (VF : Olivier Destrez) : Dennis
- Jamie Lee Curtis : Grace
- Linda Fiorentino (VF : Marie Vincent) : Carla
- John Malkovich (VF : Edgar Givry) : Eliot
- Joe Mantegna (VF : Emmanuel Jacomy) : Al
- Ken Olin (VF : Guy Chapellier) : Ray
- Tony Spiridakis (VF : Nicolas Marié) : Vinny
- Tom Waits (VF : Pascal Renwick) : Monte
- Chloe Webb (VF : Michèle Buzynski) : Patricia
- Kelly Bishop (VF : Martine Messager) : Maria
- Terry Kinney : Jeremy
- Jenny Wright : Asha